# Luís Amilton Gimenez

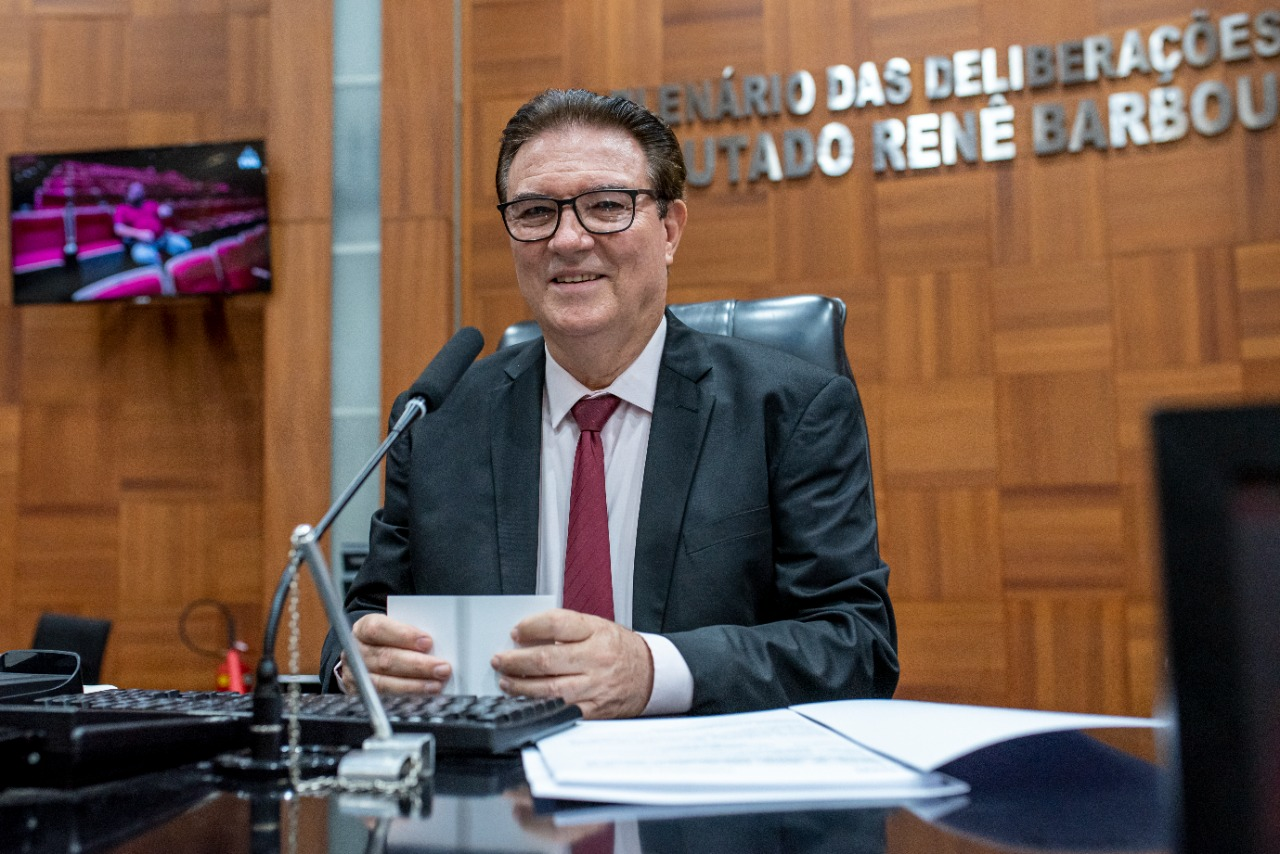
Luis Amiltom Gimenez - Dr. Gimenez

Luis Amilton Gimenez, conhecido como Dr. Gimenez, (José Bonifácio, 20 de agosto de 1951) é um médico e político brasileiro.